# Laetmonice malayana
Laetmonice malayana är en ringmaskart som beskrevs av Horst 1916. Laetmonice malayana ingår i släktet Laetmonice och familjen Aphroditidae. Inga underarter finns listade i Catalogue of Life.